# Eredivisie (mannenhandbal) 1982/83
De Eredivisie is de hoogste afdeling van het Nederlandse handbal bij de heren op landelijk niveau. In het seizoen 1982/1983 werd Vlug en Lenig landskampioen. Attila en Bondsspaarbank/De Gazellen degradeerden naar de Eerste divisie.
Ook al was Bondsspaarbank/De Gazellen gedegradeerd naar de eerste divisie, mocht het team wel Europees spelen in de Cup Winners’ Cup. Dit kom dat De Gazellen verliezend bekerfinalist was tegen landskampioen Vlug en Lenig. 

## Opzet
De twaalf teams spelen in competitieverband tweemaal tegen elkaar. De nummer één mag zich landskampioen van Nederland noemen, de nummers elf en twaalf degraderen naar de eerste divisie.

## Teams
| Club                       | Plaats     | Provincie     | Trainer          | Hal                      |
| -------------------------- | ---------- | ------------- | ---------------- | ------------------------ |
| Aalsmeer                   | Aalsmeer   | Noord-Holland | Adrian Georgescu | De Bloemhof              |
| Attila                     | Utrecht    | Utrecht       | Geurt van Tuyl   | Sporthal Catharijne      |
| NCR/Blauw-Wit              | Neerbeek   | Limburg       | Piet Kivit       | De Haamen                |
| HAKA/E en O                | Emmen      | Drenthe       | Harry Weerman    | Angelslo                 |
| Bondsspaarbank/De Gazellen | Doetinchem | Gelderland    | Bert Schimmel    | Rozegaarde               |
| Van Eijmeren/Hermes        | Den Haag   | Zuid-Holland  | Dick Stam        | Sporthal de Vliegermolen |
| Van der Voort Quintus      | Kwintsheul | Zuid-Holland  | Wim de Bakker    | Van der Voorthal         |
| Sittardia                  | Sittard    | Limburg       | Ton Velreads     | Stadssporthal            |
| Enzico/Swift               | Roermond   | Limburg       | Peter Hermans    | Sporthal Koninginnelaan  |
| Vlug en Lenig              | Geleen     | Limburg       | Pim Rietbroek    | Sporthal Groenstraat     |

## Stand
| Pos | Club                       | Wed | W  | G | V  | Ptn | DV  | DT  | +/− | Opmerking                                        | Opmerking                                        |
| --- | -------------------------- | --- | -- | - | -- | --- | --- | --- | --- | ------------------------------------------------ | ------------------------------------------------ |
| 1   | Vlug en Lenig              | 18  | 14 | 0 | 4  | 31  | 286 | 200 | +86 | Landskampioen, gekwalificeerd voor de Europa Cup | Landskampioen, gekwalificeerd voor de Europa Cup |
| 2   | Sittardia                  | 18  | 13 | 4 | 1  | 30  | 269 | 214 | +55 | Gekwalificeerd voor de IHF Cup                   | Gekwalificeerd voor de IHF Cup                   |
| 3   | NCR/Blauw-Wit              | 18  | 12 | 1 | 5  | 25  | 302 | 249 | +53 |                                                  |                                                  |
| 4   | Van der Voort Quintus      | 18  | 10 | 2 | 6  | 22  | 270 | 268 | +2  |                                                  |                                                  |
| 5   | Van Eijmeren/Hermes        | 18  | 9  | 2 | 7  | 20  | 284 | 276 | +8  |                                                  |                                                  |
| 6   | HAKA/E en O                | 18  | 6  | 2 | 10 | 14  | 318 | 341 | −23 |                                                  |                                                  |
| 7   | Enzico/Swift               | 18  | 6  | 1 | 11 | 13  | 298 | 318 | −20 |                                                  |                                                  |
| 8   | Aalsmeer                   | 18  | 4  | 2 | 12 | 13  | 232 | 274 | −42 |                                                  |                                                  |
| 9   | Bondsspaarbank/De Gazellen | 18  | 6  | 0 | 12 | 12  | 243 | 271 | −28 | Gekwalificeerd voor de Cup Winners’ Cup          | Degradatie naar eerste divisie                   |
| 10  | Attila                     | 18  | 0  | 0 | 18 | 0   | 243 | 334 | −91 |                                                  | Degradatie naar eerste divisie                   |

## Handballer van het jaar
Op 19 september 1983 werd Wil Jacobs tot handballer van het jaar uitgeroepen in Amersfoort.
| Pos | Naam          | Club          |
| --- | ------------- | ------------- |
| 1   | Wil Jacobs    | Vlug en Lenig |
| 2   | Peter Verjans | NCR/Blauw-Wit |